# Lolita (film, 1997)
Cet article concerne le film d'Adrian Lyne. Pour le film de Stanley Kubrick, voir Lolita.
Pour les articles homonymes, voir Lolita (homonymie).
Pour plus de détails, voir Fiche technique et Distribution.
Lolita est un film franco-américain réalisé par Adrian Lyne, sorti en 1997. C'est la seconde adaptation du roman du même nom de Vladimir Nabokov, publié en 1955.

## Synopsis
Humbert Humbert, un homme solitaire et brillant, est un professeur de lettres Anglaises vivant en Nouvelle-Angleterre, qui souhaitait louer une chambre pour l'été et a donc atterri chez une veuve provinciale du New Hampshire, Charlotte Haze, dont le caractère lui est insupportable. Bavarde, écervelée et ennuyeuse, celle-ci tombe pourtant éperdument amoureuse de lui. Mais elle possède un atout inestimable : sa fille Dolores, surnommée « Lolita », une espiègle et ensorcelante nymphette, qui rappelle irrésistiblement au professeur le tragique amour de jeunesse dont il ne s'est jamais remis.

## Fiche technique
- Réalisation : Adrian Lyne
- Scénario : Stephen Schiff, d'après le roman Lolita (1955) de Vladimir Nabokov
- Photo : Howard Atherton
- Montage : David Brenner, Julie Monroe
- Musique : Ennio Morricone
- Production : Mario Kassar, Joel B. Michaels
- Société de production : Pathé Films
- Sociétés de distribution : The Samuel Goldwyn Company, AMLF
- Langue : anglais
- Pays d'origine :  États-Unis,  France
- Genre : Drame psychologique
- Durée : 137 minutes
- Dates de sortie : 
  -  États-Unis : 25 septembre 1997
  -  France : 14 janvier 1998
- Film interdit aux moins de 12 ans lors de sa sortie en France.

## Distribution
- Jeremy Irons (VF : Pierre Forest) : Humbert Humbert
- Melanie Griffith (VF : Marie-Laure Dougnac) : Charlotte Haze
- Frank Langella (VF : Raymond Gérôme) : Clare Quilty
- Dominique Swain (VF : Mélanie Laurent) : Dolores « Lolita » Haze
- Suzanne Shepherd (en) (VF : Nathalie Nerval) : Miss Pratt
- Keith Reddin (VF : Éric Métayer) : le révérend Rigger
- Erin J. Dean (VF : Sylvie Jacob) : Mona
- Joan Glover : Miss LaBone
- Pat P. Perkin : Louise
- Ed Grady : le Dr Melinik
- Michael Goodwin : M. Beale
- Angela Paton : Mme Holmes
- Ben Silverstone : Humbert Humbert jeune
- Emma Griffiths-Malin : Annabel Lee
- Ronald Pickup : le père de Humbert jeune
- Michael Culkin : M. Leigh
- Annabelle Apsion : Mme Leigh
- Don Brady : Frank McCoo
- Trip Hamilton : M. Blue
- Michael Dolan : Dick
- Hallee Hirsh : la petite fille en costume de lapin

## Le tournage
Comme Sue Lyon, la Lolita du film de 1962 réalisé par Stanley Kubrick, l'actrice principale Dominique Swain n'est pas majeure au moment du tournage. Adrian Lyne racontera plus tard que tous les essais qu'il a tournés avec des actrices majeures ont été des échecs, et qu'il a fini par se résoudre, pour la réussite de son film, à choisir une mineure de 17 ans, toutefois plus âgée que le personnage du roman, qui a 12 ans. Cette contrainte s'est traduite par l'utilisation de coussins sur le tournage, pour empêcher tout contact entre les acteurs, ainsi que par la présence d'un témoin.
Dominique Swain  n'a pratiquement pas d'expérience au cinéma. Dans une interview à Ciné Live, elle déclare n'avoir jamais entendu parler de Jeremy Irons avant de commencer le film.

## Analyse
Selon le chercheur normand Alexander María Leroy, le film de Lyne se distingue fortement de l'adaptation de Kubrick qui donnait une image finalement assez romantique de la relation entre Lolita et Humbert Humbert. Lyne, en effet, présente Humbert Humbert comme un personnage dont le comportement est pathologique.

## Réception
D'un budget de 61 millions de dollars, le film n'en rapporte qu'un peu plus d'un, ce qui le classe dans les plus gros échecs au box office. Néanmoins, la critique reste positive.